# Вьерзон
Вьерзон (фр. Vierzon) — город в Центральном регионе Франции, в департаменте Шер, супрефектура одноимённого округа.

## История
Название происходит от имени землевладельца Виризия. В эпоху Меровингов во Вьерзоне возник замок, а в 926 году в город переехали монахи-бенедиктинцы, привезшие мощи св. Перпетуи, которая стала считаться покровительницей местных жителей. Во время Столетней войны замок был сожжён, в 1632 году произошла вспышка чумы.
В 1779 году в городе появилось металлургическое производство, в 1816 — фарфоровое, в 1860 — стекольное. Успехов в изготовлении сельскохозяйственной техники достиг предприниматель Селестен Жерар.
Серьёзные разрушения Вьерзон понёс в годы Второй мировой, когда бомбардировкой была разрушена седьмая его часть.
В начале XXI в. в городе производятся подшипники, гидравлическое оборудование, активированный уголь. Есть железнодорожная станция.
Во Вьерзоне родились известный политик М.-Э. Вальян и писатель Ф. Пиа. К достопримечательностям относятся средневековые церковь и беффруа.

## Города-побратимы
- Рендсбург, Германия
- Биттерфельд-Вольфен, Германия
- Каменна-Гура, Польша
- Херефорд, Великобритания
- Кахале, Ливан
- Эль-Джадида, Марокко
- Сызрань, Россия